# 陳玉珍 (金門)
陳玉珍（1973年10月29日—），中華民國政治人物，中國國民黨籍立法委員、中國國民黨立法院黨團副書記長，曾任多屆金門縣議會議員。2019年金門立委補選未獲國民黨提名而自行參選並當選，加入國民黨黨團運作而於同年8月恢復國民黨黨籍。
2020年競選連任時雖曾經歷諸多新聞事件，仍順利連任，是自2008年吳成典挑戰三連霸失利後，首位連任的金門立委；2024年，以六成五得票三連霸立委，是金門選區立委之最，亦是繼陳清寶以來首位於該選區連任三屆者，目前也被視為2026年問鼎金門縣縣長寶座的熱門人選。

## 早年及背景
陳玉珍出生於金門縣。她有一姐（陳玉玲）、一弟（陳志龍）。
1991年畢業於金門高中後，就讀台大中文系，輔修法律學系，於1995年獲得學士學位。後於日本九州大学、北京大学分別取得國際公法（1998年）、國際經濟法（1999年）法學碩士學位。

## 金門縣議員
陳玉珍1999年返回金門，擔任父親金門縣議會議長陳水木的助理。
2002年當選金門縣議員，2005年連任，2009年落選。
2014年，回鍋當選金門縣議員，2018年交棒弟弟陳志龍。

## 立法委員
2019年1月18日，脫黨登記參選立委補選。3月6日，因違紀登記參選立委補選，遭國民黨中常會撤銷黨籍。3月16日，成功在立委補選中獲得七千多票勝出，成為金門縣首位女立委。8月14日，國民黨考紀會變更對陳玉珍的處分，從原本的撤銷黨籍改為停權3個月。
2020年3月11日，質疑口罩實名購買的網路預購為何需加收運費新臺幣7元，認為物流費用應含在售價的5元之中。因而受到輿論批評，同黨立委也有不同意見。
2021年3月18日，以議事技巧奇襲表決，在5票對5票平手後投下關鍵贊成票，通過臨時提案成立新冠疫苗採購調閱小組，強勢主導會議過程讓許多人稱道。
2024年區域立委選舉中陳玉珍自行宣布當選。陳玉珍得到28,846票，創下金門立委選舉的最高紀錄，65%的高得票率也在此次選舉中拿下全臺第一。
2024年4月，與傅崐萁及其他16名中國國民黨籍立法委員赴中國大陸參訪，並會見中國共產黨中央政治局常委、政協主席王滬寧和國台辦主任宋濤等人。

## 爭議

### 2019年
4月24日，立法院內政委員會審查人事案時陳玉珍因聽到疑似污辱金門人的辱罵，因此跳上會議桌，現場爆發衝突。事後陳玉珍在臉書發文解釋，因在吵雜中聽到「金門豬、滾回中國去」、「妳不是台灣人」，覺得是可忍孰不可忍，才會憤怒跳上桌回嗆。然而，當時亦在現場的民進黨團書記長鄭運鵬表示，並沒有聽到任何有關金門的談話，強調在場人士很多，媒體也多在現場拍攝，如真有陳玉珍所指控的發言，希望陳拿出證據，否則就是造假，應該道歉。
12月2日，於政論節目中被問及有關陸客來台問題時，將北京稱作為「中央」，後回答「北京中央」，最後改口為「北京的中央」，陳玉珍解釋原意為大陸的中央政府，並非將北京當作我們台灣的中央，但引起台灣社會的爭議。
2019年12月6日，偕同國民黨立委與台北市議員至外交部陳情，遭到場員警勸阻，雙方數度發生推擠；過程中同黨立委黃昭順把陳玉珍的手塞到門縫，造成陳玉珍的手被門夾傷，被送往台大急診室就醫，躺在醫院急救重症病床上吸著氧氣，事後遭外界質疑濫用醫療資源。12月9日，陳玉珍表示「當時身體不適，安排到哪邊的病床是由醫院決定」。陳玉珍在2020年4月接受《風傳媒》訪問時解釋，當時上任8個多月，每天搭飛機來往台灣與金門，長時間操勞累積才在外交部推擠衝突中因缺氧昏倒。

### 2020年
3月30日，陳玉珍質詢時表示中華民國是包括台澎金馬，「中華民國是一個國家，但台灣不是」；陸委會主委陳明通回應，尊重委員的看法，但是這不是台灣社會主流意見。
3月31日，蘇貞昌在立法院會前受訪時表示，「她就沒資格當國會議員」。對此陳玉珍表示，根據中華民國憲法，中華民國包括台澎金馬，但若單純講台灣那就沒包括金門等離島，陳玉珍反嗆，民進黨若真的想把國名叫做台灣，那就修憲不要說一套做一套。
5月21日，陳玉珍質詢時不滿蔡英文總統一日前在就職演說中使用「中華民國台灣」、「70年」説法，她認為這是輕視離島。管碧玲質疑陳玉珍沒有對自己畢業證書中「台灣金門」抗議是雙重標準。陳玉珍則在臉書反問，管委員拿對岸發的學位證書來論證金門從屬於台灣，「這樣的做法合適嗎？妳們不是要抗中保台嗎？」

### 2022年
2022年1月，金門縣議會副議長周子傑召開記者會，批評陳玉珍弟弟、議員陳志龍凍結「水頭港大型旅客服務中心新建工程」2.2億墊付款案，宛如「金門版的顏家」。由於議員陳志龍與議長洪允典為同陣營，金門縣議員楊永立曾於臨時會中當場質疑，水港頭服務中心工程款凍結真正的理由，是議長洪允典護航水泥廠商秀中實業的結果，經查，秀中實業負責人陳玉玲為為立委陳玉珍、議員陳志龍胞姊，當時議長洪允典甚至要政風處針對楊永立議員的質疑，調查議會是不是真的成為「他人打手」。溫朗東在臉書寫下「陳玉珍的姊姊陳玉玲，開了一家混凝土公司秀中實業，分不到「水港頭旅客服務中心工程」，陳玉珍的弟弟陳志龍，就在議會提案凍結工程預算2.2億。自己吃不到的，別的廠商也別想吃到」，他進一步點名「議長洪允典配合陳玉珍弟弟的提案，導致得標的廠商永青營造拿不到工程款，永青在1/7發函給金門縣政府，後續可能導致縣府資產金門酒廠被強制執行」。

### 2024年
2024年12月28日，台湾網紅八炯與歌手陳柏源在其制作的揭露中國大陆統戰的影片中指出目前約有20萬台灣人申辦「中国大陆居民身分證」并在回应陳玉珍对视频的质疑时称要求检方调查其有没有中国大陆居民身份证，之後有網友在Threads發文稱透過網頁查詢發現陳玉珍有中國大陸身分證，但該網站要支付人民幣才能查個資，其他網友認為可能是不實爆料、來路不明網站，陳玉珍澄清自己沒有中國大陸身分證，並認為該網站是詐騙，表示看到網友在該網站輸入賴清德資料也能查到。而台湾事实查核中心也在8日发文称相关网站无法正常查询当事人是否拥有中国大陆身份。

### 2025年
2025年3月26日，陳玉珍在臉書上表示，「統戰」在中國的語境中並不帶有敵意，目的是將敵對者轉化為盟友，將不同立場的人群聯合在一起。她呼籲台澎金馬居民不必排斥「統戰」，應該歡迎中國大陸人民來台，並展示台灣的民主自由與經濟發展，藉此「進行統戰」。對此文化部長李遠表示：「文化交流跟文化滲透是兩件事情」，「就像我也尊重小時候常說，三民主義統一中國，用我們的文化、我們的自由民主可以改變中國大陸，成為一個跟我們一樣自由民主的社會這樣子，我都尊重這些。」。台灣基進秘書長吳欣岱指陳玉珍是「中共同路人」，並指出統一戰線的對面一直都是台灣。

### 《離島建設條例》爭議
陳雪生、陳玉珍提出的《離島建設條例》，直接為中國開 4 道門：中資可投標、中國勞工可來台工作、貨船無視禁制區、台灣廠商得標也能引入中國廠商及人員，被一些台派人士稱為台版一帶一路，將替中國滲透大開綠燈。

### 說文化工作者領政府補助是「要飯」
陳玉珍曾經說文化工作者領政府補助是「要飯」，引發爭議。

## 大眾文化
陳玉珍在2021年電視劇《國際橋牌社2》中客串新聞台警衛。

## 個人生活
2018年7月，《鏡週刊》報導時任金門縣議員陳玉珍和藝人方芳芳姊夫王正立搞曖昧，陳玉珍認為媒體報導不實，提告鏡週刊處理該報導的相關人士以及王正立妻子方典等連帶求償300萬元。2019年10月，台北地院法官審理後，認定陳玉珍和王男之間確實有曖昧，因此判陳玉珍敗訴。之後陳玉珍上訴，主張週刊記者的報導稱她和方芳芳姊夫王正立有逾越一般正常交往是報導不實，未經合理查證，侵害她的名譽權和隱私權，且刊登的照片也侵害肖像權，造成她精神上的痛苦，但台灣高院仍判她敗訴。

## 選舉紀錄
| 年度 | 選舉屆數             | 選舉區           | 所屬政黨   | 得票數 | 得票率 | 當選標記 | 備註   |
| ---- | -------------------- | ---------------- | ---------- | ------ | ------ | -------- | ------ |
| 2002 | 第三屆金門縣議員選舉 | 金門縣選舉區     | 無黨籍     | 1,014  | 3.81%  |          | [ 53 ] |
| 2005 | 第四屆金門縣議員選舉 | 金門縣選舉區     | 無黨籍     | 1,357  | 4.23%  | [ 54 ]   |        |
| 2009 | 第五屆金門縣議員選舉 | 金門縣第二選舉區 | 無黨籍     | 117    | 0.83%  |          | [ 55 ] |
| 2014 | 第六屆金門縣議員選舉 | 金門縣第二選舉區 | 無黨籍     | 1,047  | 6.42%  |          | [ 56 ] |
| 2019 | 第九屆立法委員補選   | 金門縣選舉區     | 無黨籍     | 7,117  | 28.69% | [ 57 ]   |        |
| 2020 | 第十屆立法委員選舉   | 金門縣選舉區     | 中國國民黨 | 21,875 | 46.64% | [ 58 ]   |        |
| 2024 | 第十一屆立法委員選舉 | 金門縣選舉區     | 中國國民黨 | 28,846 | 65.28% |          |        |

## 外部連結
- 立法院 -陳玉珍委員簡介 （页面存档备份，存于）
- 陳玉珍的Facebook專頁
- 陳玉珍的Instagram帳戶
- YouTube上的陳玉珍珍愛金門頻道